# José Cuatrecasas
José Cuatrecasas, né le 19 mars 1903 à Camprodon (Catalogne) et mort le 23 mai 1996 à Washington, est un botaniste espagnol naturalisé américain.

## Biographie
Il est le fils de José Genis Cuatrecasas et de Carmen, née Arumi. Il obtient une licence de philosophie à Barcelone en 1923 puis un doctorat à l'université de Madrid en 1928. Il se marie avec Martha Maria Nowack le 27 juillet 1933, union dont il aura trois enfants.
Il est professeur-assistant de botanique à l’université de Barcelone de 1924 à 1930, puis de systématique végétale à l'université de Madrid de 1931 à 1939, conservateur du jardin botanique tropical de Madrid de 1932 à 1939 puis directeur du même jardin de 1936 à 1939.
À la fin de la Guerre civile espagnole, Cuatrecasas part en exil et devient professeur à l'Instituto Botánico de l’université nationale de Colombie à Bogota de 1939 à 1942, directeur de l’école d’agriculture de Cali de 1942 à 1943, directeur de la Misión Botánica del Valle et professeur à l’école d’agronomie de 1943 à 1947. Il émigre aux États-Unis en 1947 et est naturalisé en 1953. Il travaille d’abord au Muséum d’histoire naturelle de Chicago de 1947 à 1950. À partir de 1952, il est chercheur auprès de la National Science Foundation et à partir de 1955 auprès du National Museum of Natural History.
Membre de nombreuses sociétés savantes de botanique et de l’Association américaine pour l'avancement des sciences, Cuatrecasas est l’auteur de Vegetación y Flora del macizo de Magina (1928), Observaciones Geobotánicas en Colombia (1934), Prima Flora Colombiana (deux volumes, 1957-1958), Aspectos Vegetacion natural de Colombia (1958), Taxonomic revision of the Humiriaceae (1961), Cacao and its Allies (1964) ainsi que de nombreuses autres publications sur les végétaux d’Espagne et d’Amérique tropicale, particulièrement de la Colombie.

## Distinctions
- 1986 : Prix Narcís Monturiol de la Generalitat de Catalogne

### Sources et bibliographie
- Allen G. Debus (dir.), World Who’s Who in Science. A Biographical Dictionary of Notable Scientists from Antiquity to the Present, Chicago, Marquis-Who’s Who, 1968, XVI-1855 p.